# S’-ma Kuang
S’-ma Kuang (čínsky pchin-jinem Sīmǎ Guāng, znaky zjednodušené 司马光, tradiční 司馬光; 17. listopadu 1019 – 11. října 1086, Kchaj-feng) byl čínský historik, politik a básník. Jeho vrcholným dílem byla historiografická kniha Č’-č’ tchung-ťien (Všeobsahující zrcadlo na pomoc vládě), které popisuje čínské dějiny od roku 403 př. n. l. až do roku 959. Dílo silně ovlivnilo filozofa Ču Siho, který z něj učinil základ své neokonfuciánské koncepce dějin. S’-ma Kuang byl též rádcem císaře, u dvora oponoval Wang An-Š’ovým reformám. V roce 1070 byl kvůli tomu zbaven úřadu a o rok později poslán do (dobrovolného) vyhnanství v Luo-jangu. Zde se mj. věnoval zahradničení a napsal esej a několik básní o Zahradě osamělých radostí (Tu le jüan). Nakonec se vrátil ke dvoru a těsně před koncem života konečně přetlačil Wangovu kliku a stanul v čele vlády, která chtěla většinu Wangových reforem zrušit, v čemž ovšem příliš neuspěl.